# Claude Bénézit
Pour les articles homonymes, voir Bénézit (homonymie).
Claude Bénézit est un kayakiste français né le 2 septembre 1955. Il a une longévité exceptionnelle dans le milieu puisqu'en 2006 il disputait encore les championnats du monde master. Il fut l'un des leaders de l'équipe de France dans les années 1980 et 90.

## Palmarès

### Palmarès en championnat du monde
- 3e au championnat du monde 1977 de Spittal (Autriche) en kayak monoplace de descente par équipe (3 personnes)
- 3e au championnat du monde 1979 de Desbiens (Canada) en kayak monoplace de descente
- 2e au championnat du monde de Desbiens (Canada) en kayak monoplace de descente par équipe (3 personnes)
- 1er au championnat du monde 1981 de Bala (Grande Bretagne) en kayak monoplace de descente et par équipe
- 2e au championnat du monde 1985 de Garmisch-Partenkirchen (R.F.A) en kayak monoplace de descente et par équipe
- 1er au championnat du monde 1987 de Bourg Saint-Maurice (France) en kayak monoplace de descente par équipe (3 personnes)[1]
- 1er au championnat du monde 1989 de Savage (États-Unis) en kayak monoplace de descente par équipe (3 personnes)

### Autres compétitions
- Vainqueur de la première édition du Marathon international des gorges de l'Ardèche en 1985